# Мешко I
Мешко́ I (Mieszko I, Мечислав I; близько 935 — 25 травня 992) — перший історично достовірний польський князь (960—992) з династії П'ястів. Батько короля Болеслава I Хороброго.

## Життєпис
На час життя Мешка у північно-західній частині сучасної Польщі існувала ранньофеодальна держава західних полян. Перед ним правили його предки: Земовит, Лестек і Земомисл. Поляни займали територію Великопольщі з центром у місті Гнезно. У X—XI століттях чеське єпископство прагнуло закріпити за собою Сілезію і місто Краків. Але це їм не вдалося.

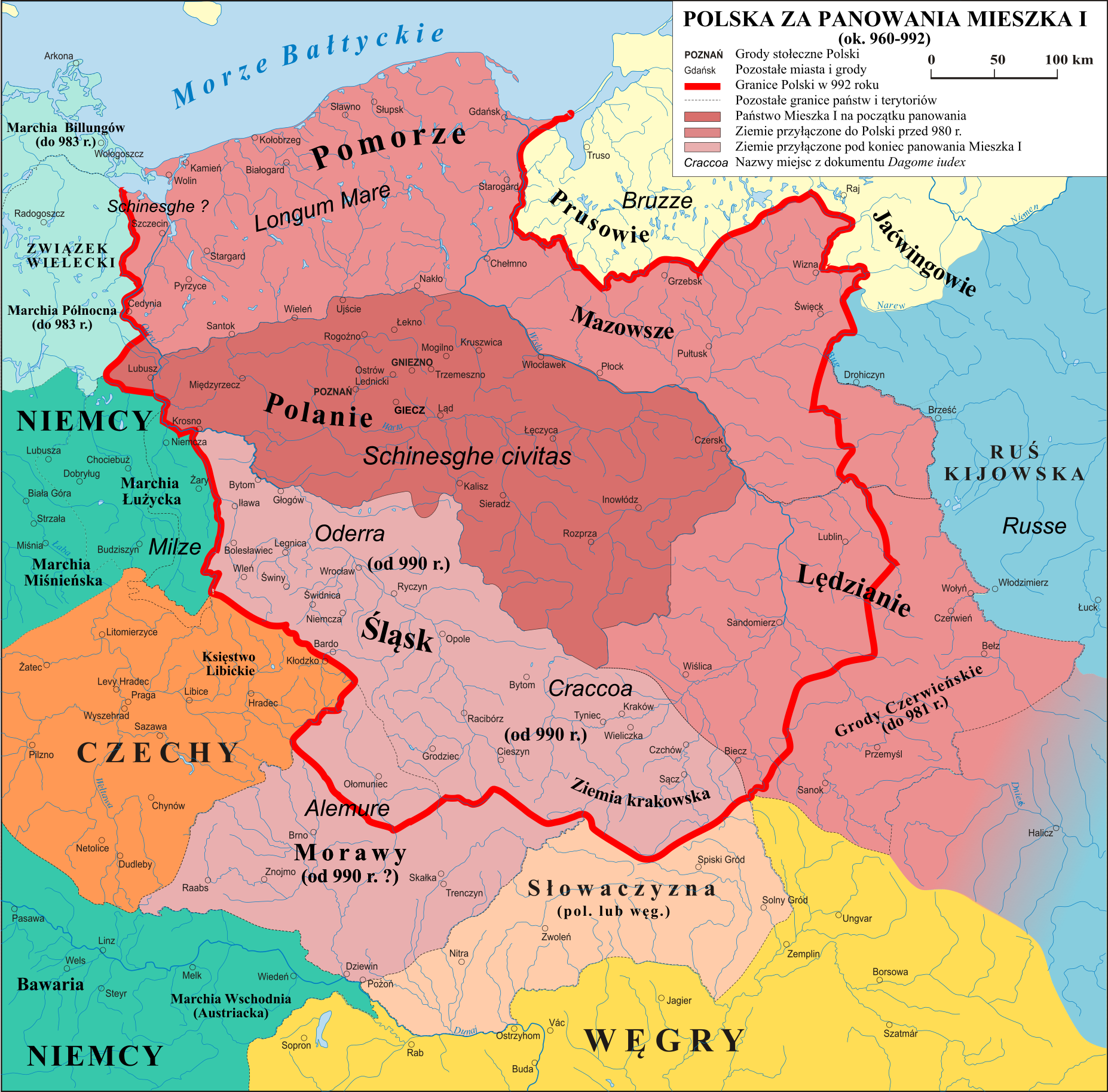
Мапа Польського князівства у 960—992 рр.

У 963 році Мешко вторгнувся в землю лютичів, однак був розбитий німцями, у битві загинув його брат.
965 року Мешко одружився з донькою чеського князя Болеслава I Грізного Дубровкою.
966 року він прийняв християнство і розпочав християнізацію держави. Першим єпископом став Йордан Лотаринзький.
У 967—972 роках Мешко переміг поморського князя Богуслава і приєднав Західне Помор'я до своїх володінь. У 972 році Мешко I переміг під Цединією маркграфа Годона.
976 року німецький імператор Оттон II Рудий здійснив проти Польщі, який однак завершився невдачею.
979 року Мешко переміг імператорські війська, завдяки чому йому вдалось приєднати до своїх земель Великопольщі, Куявії, Мазовії і Східного Помор'я також середнє Помор'я, Сілезію та Малопольщу. У 979 році одружився з Одою, дочкою Дітріха Гальденслєбенського, маркграфа Північної марки.
983 року після смерті Оттона II Мешко I підтримав Генріха Клутніка у боротьбі за німецький трон, однак владу здобув його суперник Оттон III. Щоб попередити збройний конфлікт зі Священною Римською імперією, Мешко визнав її зверхність над Польщею.
990 року об'єднане польсько-німецьке військо пішло війною проти Чехії за Сілезію, чим зумовило втрату Червенських міст на користь Київської Русі [джерело?].

## Мешко І в масовій культурі

### Кінематограф
Войцех Пшоняк зіграв роль Мешка у фільмі «Гніздо» (1974).

### Художня література
Герой серії книг у жанрі фентезі польської письменниці Катажини Беренікі Міщук «Цвіт папороті» (пол. Kwiat paproci) (2016—2019).

## Додаткова література
- О. Б. Головко. Мешко I, Мечислав I // Енциклопедія історії України : у 10 т. / редкол.: В. А. Смолій (голова) та ін. ; Інститут історії України НАН України. — К. : Наукова думка, 2009. — Т. 6 : Ла — Мі. — С. 632. — ISBN 978-966-00-1028-1.